# Cadidavid
Cadidavid o Ca' di David è una frazione del comune di Verona. Il quartiere è abitato da 7 844 persone.
La frazione è attraversata dal canale Giuliari (che all'ingresso dell'abitato cambia nome prendendo quello di canale Milani), un sistema di convogliamento delle acque dell'Adige, a scopo idroelettrico, che alimenta la centrale Sorio, nel comune di San Giovanni Lupatoto.

## Storia
La prima traccia del paese può essere fatta risalire al 1251, in un codice infatti viene menzionata la Domus illorum de Davijs. Vengono inoltre riportati alcuni nomi degli abitanti locali: su tutti spiccano Gerardo De Davijs Et Belobono Eius Filius, a cui verranno intitolate in seguito due vie cittadine.
Cessato come comune autonomo per regio decreto del 1927, divenne frazione del comune di Verona rappresentato in loco da un delegato del sindaco fino al 1978, quando entrò a far parte della Quinta Circoscrizione del comune, denominata appunto Borgo Roma - Cadidavid.

## Toponimo
L'agglomerato nasce nel Medioevo come Casa dei Davi (Domus Daviorum), in quanto il primo insediamento nel territorio venne formato dalla famiglia Davi.
Successivamente, intorno al XV secolo, venne aggiunta una d finale, per cui il centro divenne Cadidavid.
Il nome del paese come Davi (senza d finale) fu utilizzato negli scritti ad uso civile e religioso e nelle mappe catastali fino al 1792. Nel 1473 si iniziò invece ad utilizzare il termine David, utilizzato nell'ambito civile solo dopo il 1792; è chiamato in lingua veneta come Ca' di Dai (o Ca i Dai), facendo cadere la v, come in molte parole venete.

## Monumenti religiosi

### Chiesa parrocchiale di S. Giovanni Battista
L'attuale edificio della chiesa, in stile neoclassico, è stato completato nel 1852, sul luogo dell'antico cimitero ormai inutilizzato. La precedente parrocchiale, il cui campanile fu abbattuto nel 1958, risaliva al 1496.
La chiesa attuale è a navata unica con un ampio transetto sormontato da una cupola poco elevata. Accanto alla chiesa si trova il campanile, costruito nel 1903 su progetto dell'ingegner Guglielmi, che prevedeva una struttura lineare interrotta da tre loggiati, l'ultimo dei quali, rimasto incompiuto, è completato da una cuspide sorretta da colonne corinzie. Nel campanile sono collocate nove grandi campane alla veronese in tonalità di Si bemolle.
All'interno della chiesa si possono trovare alcuni preziose opere d'arte come la Visita di Maria a Santa Elisabetta, di Domenico Brusasorzi, la Madonna del Rosario di Sante Creara e la Discesa dello Spirito Santo di Paolo Farinati, datata in apposita epigrafe al 1603.